# Svenska cupen i fotboll 1970/1971
Svenska cupen i fotboll 1970/1971 var den sextonde upplagan av Svenska cupen. Tävlingen avslutades den 30 juni 1971 med finalen, som hölls på Malmö Stadion, Malmö. Åtvidabergs FF vann då med 3-2 mot Malmö FF inför 7 544 åskådare. 
| Tie no | Hemmalag                 | Poäng | Bortalag           | Åskådare |
| ------ | ------------------------ | ----- | ------------------ | -------- |
| 1      | Halmstads BK (D1)        | 0–4   | Åtvidabergs FF (A) | 1 115    |
| 2      | KB Karlskoga FF (D1)     | 1–5   | Malmö FF (A)       | 2 549    |
| 3      | Jönköpings Södra IF (D1) | 3–1   | IF Elfsborg (A)    | 284      |
| 4      | Degerfors IF (D1)        | 1–2   | IFK Norrköping (A) | 674      |

## Semifinaler
Semifinalerna spelades den 5 maj 1971.
| Tie no | Hemmalag                 | Poäng | Bortalag           | Åskådare |
| ------ | ------------------------ | ----- | ------------------ | -------- |
| 1      | Åtvidabergs FF (A)       | 1–0   | IFK Norrköping (A) | 3 839    |
| 2      | Jönköpings Södra IF (D1) | 0–3   | Malmö FF (A)       | 5 539    |

## Final
| Tie no | Lag 1        | Poäng | Lag 2              | Åskådare |
| ------ | ------------ | ----- | ------------------ | -------- |
| 1      | Malmö FF (A) | 2–3   | Åtvidabergs FF (A) | 7 544    |

## Fotnoter
1. 1 2  ”Svensk Fotboll - Historia - Svenska Cupens finaler 1941 - Svenskfotboll.se”. Arkiverad från originalet den 14 augusti 2011. https://web.archive.org/web/20110814041638/http://svenskfotboll.se/svensk-fotboll/historia/historik-herrar/svenska-cupen/. Läst 24 oktober 2011.